# جيمس بي. غلين
جيمس بي. غلين هو محامي وسياسي أمريكي، ولد في 12 نوفمبر 1867، وتوفي في 6 مارس 1930. نشط حزبياً في الحزب الجمهوري. وقد انتخب عضو مجلس النواب الأمريكي.